# 土岐頼知
土岐 頼知（とき よりおき）は、江戸末期の大名、明治期の華族。位階爵位は従三位子爵。沼田藩土岐家第15代目の当主で上野国沼田藩第12代（最後）の藩主、同藩初代知藩事を務めた。

## 略歴
嘉永元年（1848年）、第11代藩主土岐頼之の長男として江戸にて誕生した（嘉永2年（1849年）9月26日生まれとも）。9代土岐頼功の五男で天保13年（1842年）9月26日生まれともされる。幼名は英之助。1862年に従五位下・隼人正に任官。
慶応3年（1867年）4月16日、頼之が病気を理由に隠居したため、その跡を継いだ。翌年の戊辰戦争では4月に朝廷の命令で上京し、新政府に恭順の意を示し、沼田への官軍の進駐を承認。その後三国峠の戦いで会津軍と戦った。明治2年（1869年）、版籍奉還で藩知事となるとともに華族に列し、明治4年（1871年）の廃藩置県で免官される。明治17年（1884年）に子爵に列する。明治30年（1897年）に正四位に叙せられ、後に従三位となった。
明治44年（1911年）10月4日、64歳で死去した。墓所は萬松山東海寺の春雨庵だったが、現在は単立寺院となった春雨寺。

## 家族
父母
- 土岐頼之（父）
- 益子 - 土岐頼功の三女（母）

妻
- 松平萬千子 - 松平信義の娘（正妻）
- 白石八重 - 白石五郎八の娘（継妻）

子女
- 土岐頼敏[注釈 1]（長男）
- 土岐章[注釈 2]（七男[10]）
- 土岐米子 - 小山田信蔵夫人[6]
- 土岐幾子（四女） - 大久保立夫人[6]